# Shu Han
Shu Han (kineski: 蜀漢, pinyin: Shǔ Hàn), ponekad poznata i kao Kraljevina Shu (蜀 Shǔ); premda se taj izraz manje rabi kako bi se izbjegla zabuna, odnosno zamjena sa starijom državom Shu iz razdoblja dinastije Zhou, je naziv za jedno od Tri kraljevstva na koje se početkom 3. stoljeća raspala Kina poslije sloma dinastije Han.
Shu Han se nalazila u jugozapadnom dijelu Kine, odnosno u današnjoj pokrajini Sečuan i okolnim područjima. Osnovano je godine 221. godine, a prema dijelu kineskih povjesničara predstavljala je u stvari kontinuitet, odnosno legitimnog nasljednicu bivše države, s obzirom na to da je njen osnivač Liu Bei bio u neposrednom srodstvu s posljednjim carevima dinastije Han. Shu Han je bila u stalnom suparništvu s državom Cao Wei na sjeveru Kine, kao i državom Istočni Wu na istoku. 
Zhuge Liang je Liu Beiju predložio strateški „Plan Longzhong” za osvajanje sjeverne Kine. Do ljeta 219. god. Liu Bei je kontrolirao pokrajine Yi i Jing, i ostvario je preduvjete za provedbu plana. Na karti su prikazana oba smjera infazije, najprije snaga predviđenih Zhuge Liangom. Desno krilo u ofanzivi predvodio je Guan Yu u jesen 219. god. Nakon Guan Yuovog poraza i gubitka pokrajine Jing, lijevo krilo ofenzive je u izmijenjenom obliku proveo Zhuge Liang, kao i sjevernu ekspediciju od 227. i 234. god.
Godine 263., generali države Cao Wei, Deng Ai i Zhong Hui napali su državu Shu Han i osvojili njezinu prijestolnicu Chengdu. Liu Shan se predao Deng Aiju izvan Chengdua, što je službeni kraj države Shu. Jiang Wei je pokušao potaknuti sukob između Deng Aija i Zhong Huija, nadajući se kako će iskoristiti tu situaciju da oživi Shu. Zhong Hui je zarobio Deng Aija i otvoreno se pobunio protiv regenta Weija, Sima Zhaoa, ali pobuna je suzbijena i Jiang Wei, uz Zhong Huija i Deng Aija su bili smaknuti. Liu Shan je doveden do Wei prijestolnice, Luoyanga, gdje je dobio titulu „Vojvoda od Anle”. Živio je udoban i miran život u Luoyangu do kraja svojih dana. On je tvrdio da su mnoge Shu izbjeglice pobjegle na zapad prema Sasanidskoj Perziji kad je Shu pao 263. god.

## Vladari Shu Hana
| Hramsko ime | Postumno ime       | Rodno ime       | Vladavina   | Područje vladanja                                                       |
| ----------- | ------------------ | --------------- | ----------- | ----------------------------------------------------------------------- |
|             | Zhaolie (昭烈皇帝) | Liu Bei (劉備)  | 220. – 223. | Zhangwu 220. – 223.                                                     |
|             | Houzhu (後主)      | Liu Chan (劉禪) | 223. – 263. | Jianxing 223. – 237. Yanxi 238. – 257. Jingyao 258. – 263. Yanxing 263. |

| Prethodnik:   | Shu Han 221. – 263. | Nasljednik:                         |
| Dinastija Han | Shu Han 221. – 263. | Cao Wei Dinastija Jin (265. – 420.) |